# Scott Pruett
Donald Scott Pruett (ur. 24 marca 1960 roku w Roseville) – amerykański kierowca wyścigowy. Aktualnie startuje w serii Grand-Am Rolex Sports Car Series w zespole Chip Ganassi Racing.

## Kariera
W wieku ośmiu lat rozpoczął starty w kartingu. Odnosił w nich sporo sukcesów, zdobył m.in. dziesięć tytułów mistrzowskich w różnych kategoriach kartingowych.
W 1988 roku zadebiutował w serii CART w prywatnie wystawionym samochodzie. W 1989 roku startował już w pełnym cyklu zawodów w zespole Truesports z którym był związany aż do końca sezonu 1992, kiedy zespół został rozwiązany. W 1993 wystartował w kilku wyścigach w zespole ProFormace.
W 1994 roku zatrudniony został przez zespół Patrick Racing, ale przez pierwszy rok zespół jedynie uczestniczył w testach dla firmy oponiarskiej Firestone, która przygotowywała się do wejścia do serii CART od następnego sezonu. W 1995 roku tak jak planowano zespół wystartował w serii CART, a Pruett odniósł swoje pierwsze zwycięstwo (na torze Michigan International Speedway). W barwach zespołu startował aż do końca 1998 roku.

## Starty w Indianapolis 500
| Rok  | Nadwozie   | Silnik        | Start | Wynik | Uwagi          |
| ---- | ---------- | ------------- | ----- | ----- | -------------- |
| 1989 | Lola       | Judd          | 17    | 10    |                |
| 1991 | Truesports | Judd          | 27    | 12    | Awaria silnika |
| 1992 | Truesports | Chevrolet     | 17    | 30    | Awaria silnika |
| 1995 | Lola       | Cosworth-Ford | 8     | 19    | Wypadek        |